# Zwangerschap op oudere leeftijd
Het is een vaststelling dat door sociale redenen, carrière, studies, vrouwen op later leeftijd zwanger worden dan vroeger.
De leeftijd van de vrouw heeft een aantal gevolgen voor de zwangerschap. Vrouwen zijn het meeste vruchtbaar beneden de 30 jaar om verschillende redenen.

## De vruchtbaarheid

### Kwaliteit van de eicellen
De eicellen zijn reeds aanwezig vanaf de geboorte. Er zijn nog ongeveer een 1000-tal eitjes bij aanvang van de puberteit. Slechts een 400-tal zullen tot rijping komen in het leven van de vrouw. De kwaliteit van de eitjes gaat steeds achteruit waardoor de kans op chromosonale afwijking vergroot (syndroom van Down). In 2006 stelde Devroey dat bij 25 jaar 30% van de eicellen chromosomaal abnormaal is en bij 36 jaar, 60%.
De kans op een geslaagde IVF-behandeling daalt hierdoor evenzeer van 70% op jonger leeftijd naar 50% bij oudere vrouwen.

### Innesteling
Ook de kans op een goede innesteling in de baarmoeder verlaagt op oudere leeftijd door enerzijds de kwaliteit van de eicel en anderzijds de baarmoeder.
Om goed baarmoederslijm te hebben is een goede bloedtoevoer en een goede hormonenproducten van de eierstokken nodig. De productiviteit van de eierstokken is evenredig met de nog aanwezige eicellen. Op later leeftijd zijn hun aantallen lager door afsterven of ovulaties. Men zal dus voor een zwangerschap bij vrouwen rond de periode van de menopauze, hoge dosissen oestrogeen en progesteron moeten toedienen.

## Risico's

### Miskramen
De kans op miskraam is gemiddeld 16%. Meestal wordt deze veroorzaakt door fouten tijdens de celdeling van het embryo. Door de verminderde kwaliteit van de eicellen verhoogt deze kans tot 25%. Sommige van deze fouten tijdens de deling (chromosomale fouten) leiden tot een genetische afwijking, waarvan het syndroom van Down de meest bekende is.
Ook de kans op een doodgeboorte verhoogt van 0,3% naar 0,6%.

### Tweelingen
Door de lagere hormonenaanmaak door de eierstokken (zie hoger) verhoogt het risico op een dubbele eisprong, een eisprong in beide eierstokken.

### Andere risicos's
- Zwangerschapsdiabetes : Men stelt ook gemiddeld een verhoogde bloeddruk waar en een verhoogde kans op Zwangerschapsdiabetes.
- Dysmaturiteit : Ook door de oudere leeftijd van de moeder kan haar bloedcirculatie lager liggen en ook de bloedtoevoer tot de vrucht. Dit heeft een kleinere voldragen baby tot gevolg. Deze worden dysmature baby's genoemd.
- Keizersnede : Men merkt in de statistieken ook een verhoging op keizersnedes bij bevallingen op oudere leeftijd. Men gaat er echter van uit dat het hier gaat om de keuze op risico's om verlies van gewild kind op deze leeftijd te verlagen.

## Statistieken

### Zwangerschap ten opzichte van leeftijd
| Leeftijd | % kans   | % op één jaar |
| -------- | -------- | ------------- |
| 30 jaar  | 12 à 15% | 80 %          |
| 40 jaar  | 7 à 10 % | 50 %          |
| 43 jaar  |          | 30 %          |

### Kans op syndroom van Down[2]
| Leeftijd | op 1000 | %   |
| -------- | ------- | --- |
| 20 jaar  | 2       | 0,2 |
| 35 jaar  | 7       | 0,7 |
| 40 jaar  | 16      | 1,6 |
| 45 jaar  | 55      | 5,5 |

## Lijst van oudste moeders
|   | Naam                             | leeftijd | Nationaliteit | periode                |
| - | -------------------------------- | -------- | ------------- | ---------------------- |
| 1 | Omkari Panwar                    | 70 jaar  | India         | 2008 - 2011            |
| 2 | Rajo Devi Lohan                  | 70 jaar  | India         | 2008 - 2008            |
| 3 | Maria del Carmen Bousada de Lara | 67 jaar  | Spanje        | 30 dec 2006 - 2008     |
| 4 | Adriana Iliescu                  | 66 jaar  | Roemenië      | jan 2005 - 30 dec 2006 |

Oudste moeder in Nederland
- Tineke Geesink, op 63 jaar, op 21 maart 2011[8] Toen Geesink op 25 juni 2020 stierf op 72-jarige leeftijd, liet de alleenstaande moeder een dochtertje van negen jaar achter.[9]

Door steeds betere technieken van kunstmatige inseminatie is de Belgische en de Nederlandse wetgeving als volgt; eicellen weghalen kan slechts beneden de 45 jaar, zygotes inplanten beneden de 47 jaar.